# Sylvesterloppet (Vallecas)
Sylvesterloppet (spanska: San Silvestre Vallecana) är en årlig, 10 kilometer lång, löpningstävling som springs den 31 december i Vallecas, Madrid  i Spanien sedan 1964. Loppet är baserat på Sylvesterloppet i São Paulo i Brasilien, och är uppdelat på ett tävlingslopp och ett motionslopp.

## Vinnare
Banrekord
| År   | Herrar                | Land           | Damer             | Land           |
| ---- | --------------------- | -------------- | ----------------- | -------------- |
| 1964 | Jesús Hurtado         | Spanien        | Sprangs inte      | Sprangs inte   |
| 1965 | Jesús Hurtado         | Spanien        | Sprangs inte      | Sprangs inte   |
| 1966 | Mariano Haro          | Spanien        | Sprangs inte      | Sprangs inte   |
| 1967 | Mohammed Gammoudi     | Tunisien       | Sprangs inte      | Sprangs inte   |
| 1968 | Javier Álvarez        | Spanien        | Sprangs inte      | Sprangs inte   |
| 1969 | Sprangs inte          | Sprangs inte   | Sprangs inte      | Sprangs inte   |
| 1970 | Mike Tagg             | Storbritannien | Sprangs inte      | Sprangs inte   |
| 1971 | Mike Tagg             | Storbritannien | Sprangs inte      | Sprangs inte   |
| 1972 | Roger Clark           | Storbritannien | Sprangs inte      | Sprangs inte   |
| 1973 | Mariano Haro          | Spanien        | Sprangs inte      | Sprangs inte   |
| 1974 | Ian Stewart           | Storbritannien | Sprangs inte      | Sprangs inte   |
| 1975 | Fernando Cerrada      | Spanien        | Sprangs inte      | Sprangs inte   |
| 1976 | Jim Dingwall          | Storbritannien | Sprangs inte      | Sprangs inte   |
| 1977 | Alastair Hutton       | Storbritannien | Sprangs inte      | Sprangs inte   |
| 1978 | Nat Muir              | Storbritannien | Sprangs inte      | Sprangs inte   |
| 1979 | Carlos Lopes          | Portugal       | Sprangs inte      | Sprangs inte   |
| 1980 | Carlos Lopes          | Portugal       | Sprangs inte      | Sprangs inte   |
| 1981 | Alex Hagelsteens      | Belgien        | Grete Waitz       | Norge          |
| 1982 | Steve Harris          | Storbritannien | Iciar Martínez    | Spanien        |
| 1983 | José Luis González    | Spanien        | Iciar Martínez    | Spanien        |
| 1984 | Dave Lewis            | Storbritannien | Carmen Mingorance | Spanien        |
| 1985 | Dave Lewis            | Storbritannien | Mercedes Calleja  | Spanien        |
| 1986 | Antonio Leitao        | Portugal       | Carmen Valero     | Spanien        |
| 1987 | José Luis González    | Spanien        | Tania Merchieres  | Belgien        |
| 1988 | Gerry Curtis          | Irland         | Carmen Mingorance | Spanien        |
| 1989 | Arturo Barrios        | Mexiko         | Carmen Fuentes    | Spanien        |
| 1990 | Ondoro Osoro          | Kenya          | Aurora Pérez      | Spanien        |
| 1991 | Ondoro Osoro          | Kenya          | Rosa Mota         | Portugal       |
| 1992 | Paul Bitok            | Kenya          | María Luisa Muñoz | Spanien        |
| 1993 | Ondoro Osoro          | Kenya          | Sonia Escudero    | Spanien        |
| 1994 | Martín Fiz            | Spanien        | Montse Martínez   | Spanien        |
| 1995 | Enrique Molina        | Spanien        | Laura Jiménez     | Spanien        |
| 1996 | Isaac Viciosa         | Spanien        | Aurora Pérez      | Spanien        |
| 1997 | Alberto García        | Spanien        | Patricia Arribas  | Spanien        |
| 1998 | Fabián Roncero        | Spanien        | Patricia Arribas  | Spanien        |
| 1999 | Jon Brown             | Storbritannien | Tereza Yohannes   | Etiopien       |
| 2000 | Isaac Viciosa         | Spanien        | Patricia Arribas  | Spanien        |
| 2001 | Isaac Viciosa         | Spanien        | María Abel        | Spanien        |
| 2002 | Isaac Viciosa         | Spanien        | Marta Domínguez   | Spanien        |
| 2003 | José Manuel Martínez  | Spanien        | Marta Domínguez   | Spanien        |
| 2004 | Craig Mottram         | Australien     | Benita Johnson    | Australien     |
| 2005 | Eliud Kipchoge        | Kenya          | Paula Radcliffe   | Storbritannien |
| 2006 | Eliud Kipchoge        | Kenya          | Jeļena Prokopčuka | Lettland       |
| 2007 | Josphat Kiprono Menjo | Kenya          | Vivian Cheruiyot  | Kenya          |
| 2008 | Tadese Tola           | Etiopien       | Marta Domínguez   | Spanien        |
| 2009 | Moses Masai           | Kenya          | Vivian Cheruiyot  | Kenya          |
| 2010 | Zersenay Tadese       | Eritrea        | Jessica Augusto   | Portugal       |
| 2011 | Hagos Gebrhiwet       | Etiopien       | Tirunesh Dibaba   | Etiopien       |
| 2012 | Tariku Bekele         | Etiopien       | Gelete Burka      | Etiopien       |
| 2013 | Leonard Komon         | Kenya          | Linet Masai       | Kenya          |
| 2014 | Mike Kigen            | Kenya          | Gemma Steel       | Storbritannien |
| 2015 | Mike Kigen            | Kenya          | Linet Masai       | Kenya          |
| 2016 | Nguse Tesfaldet       | Eritrea        | Brigid Kosgei     | Kenya          |
| 2017 | Erick Kiptanui        | Kenya          | Gelete Burka      | Etiopien       |

### Fotnoter
1. 1 2  ”Resultat 2013”. Arkiverad från originalet den 2 januari 2014. https://web.archive.org/web/20140102193738/http://resultados.rfea.es/2014/resultados/ruta/ss_madrid.pdf. Läst 20 februari 2014.